# Zarghun Shahr (huyện)
Zarghun Shahr là một huyện thuộc tỉnh Paktika, Afghanistan. Dân số thời điểm năm 1999 là 59,024 người.